# Chromecast
Chromecast（クロームキャスト）は、Googleが開発・販売する、多機能のスマート家電の一種で、
テレビ類やディスプレイ類のHDMI端子に接続することにより、Wi-Fi経由でインターネット上の映像コンテンツをストリーミング再生できるメディアストリーミングプレーヤーでもあり、"キャスト"機能を備えた装置、すなわちスマートフォン、タブレット、パソコンなどで表示している動画、音楽、写真、ウェブページなどを高品位画像の大型ディスプレイ類（テレビ類、ディスプレイ類）で表示する装置としても使えるものである。
現在、最新のモデルはChromeCast with GoogleTVである。リモコンで操作ができる。
以前は4K出力やHDRに対応した「Chromecast Ultra」やスマートフォンでキャストした曲をスピーカーで再生できる「Chromecast Audio」も販売されていた。

## 特徴
Google TVとAndroidをベースにしたOSを搭載する。
シンプルなストリーミング機能
まず最初に言っておくべきだが、最新型のChromeCast with GoogleTVはこれ単体で、つまり他の情報機器は一切無しで、ネット上のコンテンツをストリーミング再生できる。
現在、Netflix、Amazon Prime Video、Hulu、ニコニコ動画、TVer、Twitch、Google Play Movie、YouTube、YouTube Music（Google Play Musicの後継）などのコンテンツをストリーミング再生できる。また、対応を謳っていない動画サービスでも、次に説明するキャスト機能を使い、PCのGoogle Chromeで各サイトにアクセスしてから"キャスト" させることでこれを挿した大型テレビ類やディスプレイ類に表示させることが可能である。
キャスト機能
本製品は名称に"キャスト"が含まれていることからも分かるように、他の情報機器から映像を "キャスト"する機能を持っている。

Castアイコン（ボタン）。モバイル端末は同じネットワーク上にChromecastがあることを検出するとこのボタンを表示するので、それをワンクリックするだけでChromecastを挿したテレビ画面にコンテンツを表示する事ができる。

技術的なことを言うと、動作としてはモバイルデバイス及びパソコンからChromecastを接続したテレビに対してデバイスと同じメディアを取得させる「疑似ミラーリング」を行うものである（Googleはこれを「キャスト」と呼んでいる）。旧モデルはキャスト機能だけの装置であった。。
キャスト元のブラウザ内の動画が再生されたままになるか、タブを閉じた状態でもChromecastで再生されたままになるか、音量の調節が可能であるかどうかは、各ウェブサイトによって挙動が異なる。例えば、Netflixでは動画のキャスト後にブラウザ内の動画プレイヤーには音量や再生時間など各種コントロールキーが表示されるだけで、キャスト元コンピュータのCPU負荷などが少なくなるが、タブを閉じるとChromecast元の動画も停止する。一方、Twitchではキャスト後もキャスト元の動画は再生されたままであり、タブを閉じてもChromecastの方の動画が停止しない。Chromecastを停止するには、拡張機能からキャストの停止を選択する必要がある。開発者が自分のアプリをキャストできるよう、Google Cast SDKのデベロッパプレビューも公開された。
日本国内での販売開始に合わせ、dビデオ（NTTドコモ）、ビデオパス（現・TELASA）（au）、ビデオマーケット、観劇三昧などがChromecast対応を発表し、2017年にはDAZN（パフォーム・グループ）が対応した。
2024年8月6日、GoogleはChromecastの生産終了および後継機種のGoogle TV Streamerの発売を発表し、同年9月24日にアメリカ・日本を含む各国にて発売する予定。（つまりユーザーのほとんどは、これをキャスト装置というよりストリーミング再生装置と認識しているので、Google TV Streamerと命名し、製品カテゴリの仕切り直しをはかっている。

## 製品

### 第1世代
2013年7月24日に米カリフォルニア州サンフランシスコで開催されたイベントで発表され、同日アメリカ国内向けに発売を開始。価格は35ドル。ドングル型のデバイス。日本国内においては2014年5月28日に発売を開始。価格は4200円（消費税別）
2014年、Google I/Oにて、画面のミラーリング機能が今後のアップデートによって公式対応することを述べた。対応モデルはNexusシリーズ、Galaxy S4、Galaxy S5、LG G2、LG G2 Pro、HTC One M7などが対象。
2014年7月10日、公式アプリのバージョン1.7のアップデートを伴い、画面のミラーリング（ベータ版）の機能が対応になった。
2023年2月21日頃から本機種のサポートを終了していたことが判明したと同年5月に一部メディアから報じられた。

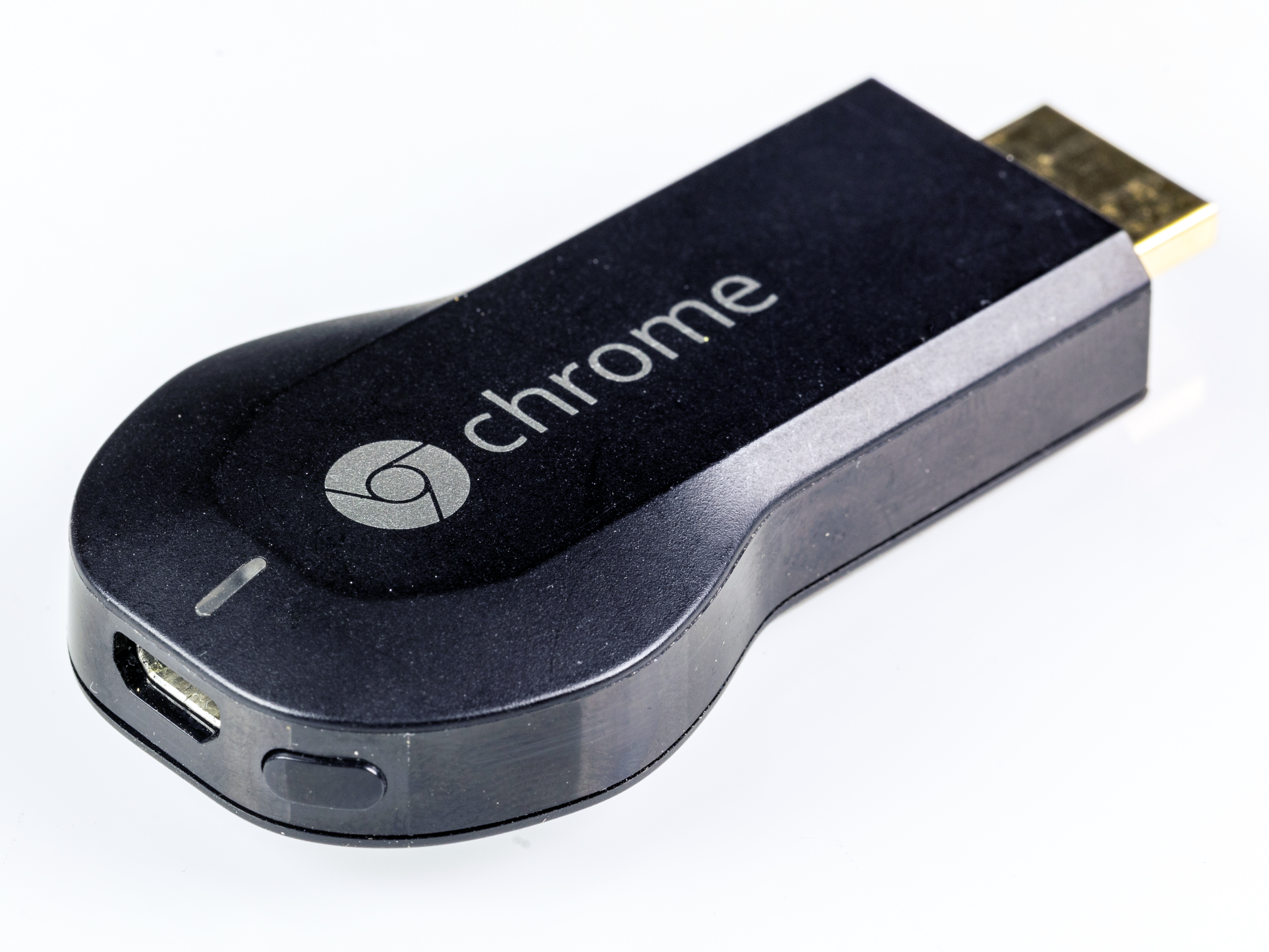
Chromecast （第1世代）

### 第2世代
2015年9月29日、アメリカ国内向けに発売を開始。価格は35ドル。円形のデバイス。日本国内においては2016年2月18日に発売を開始。価格は4980円（消費税込）。セットアップ方法は第1世代と同じだが、5GHzの無線LAN（IEEE802.11ac）に対応した。従来の2.4GHz（IEEE802.11b/g/n）にも対応している。

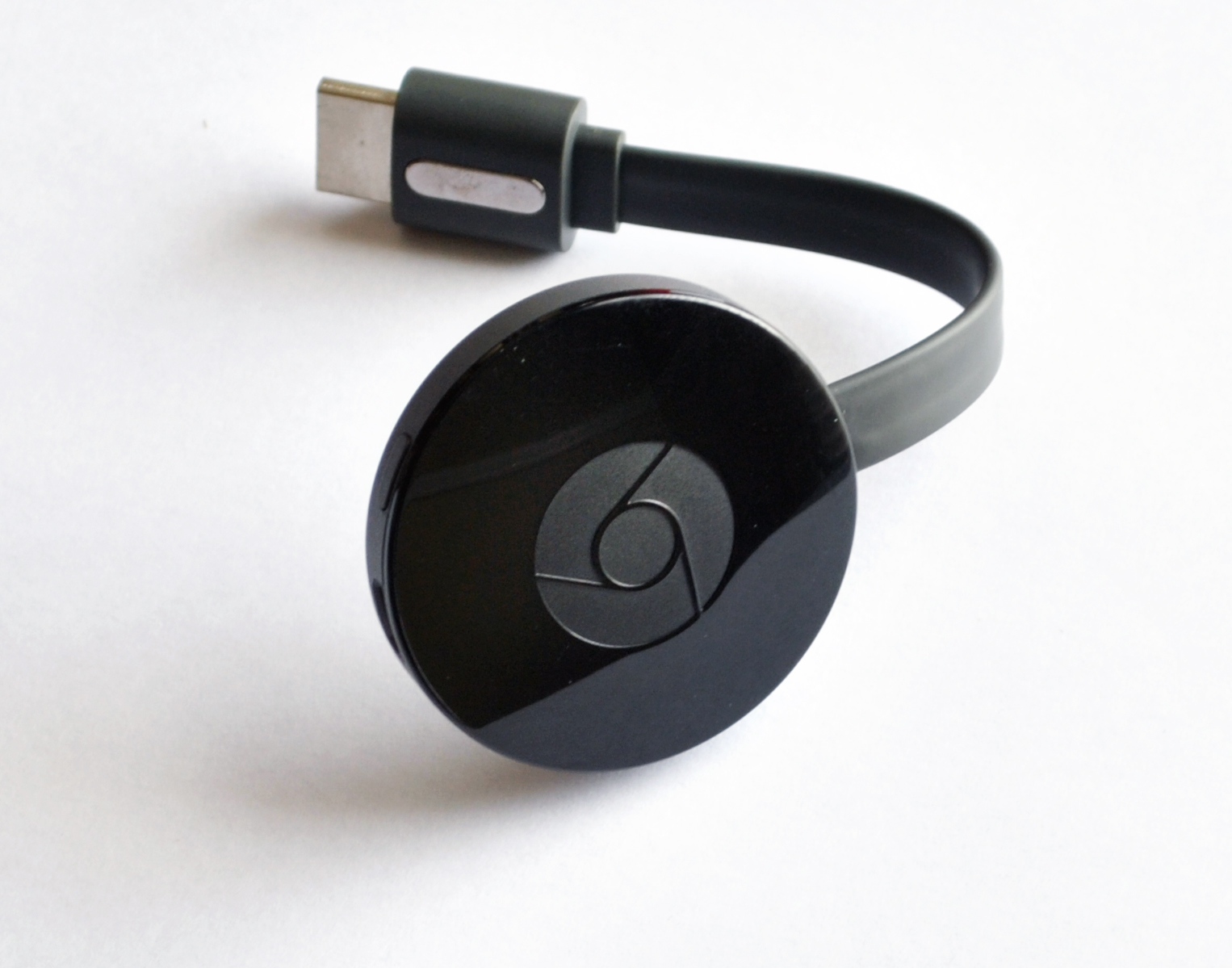
Chromecast （第2世代）

### Chromecast Audio
2015年9月29日に米国向けに販売開始。価格は35ドル。日本国内においては2016年2月18日に発売開始。価格は4980円（消費税込）。3.5mmアナログ ステレオ パッチケーブルが付属。Chromecastの音楽特化版といえる製品であり、ハイレゾに対応（96kHz/24bit）。Chromecast Audioとスピーカーをケーブルで繋げば、スマートフォンの音楽アプリでキャストした曲をWi-Fi経由でスピーカーで再生できる他、マルチルーム再生にも対応。対応しているスピーカー入力は、3.5mm、RCA、光デジタル音声入力（S/PDIF）である。Google Play Musicの曲も再生可能。無線LANについては第2世代と同様。

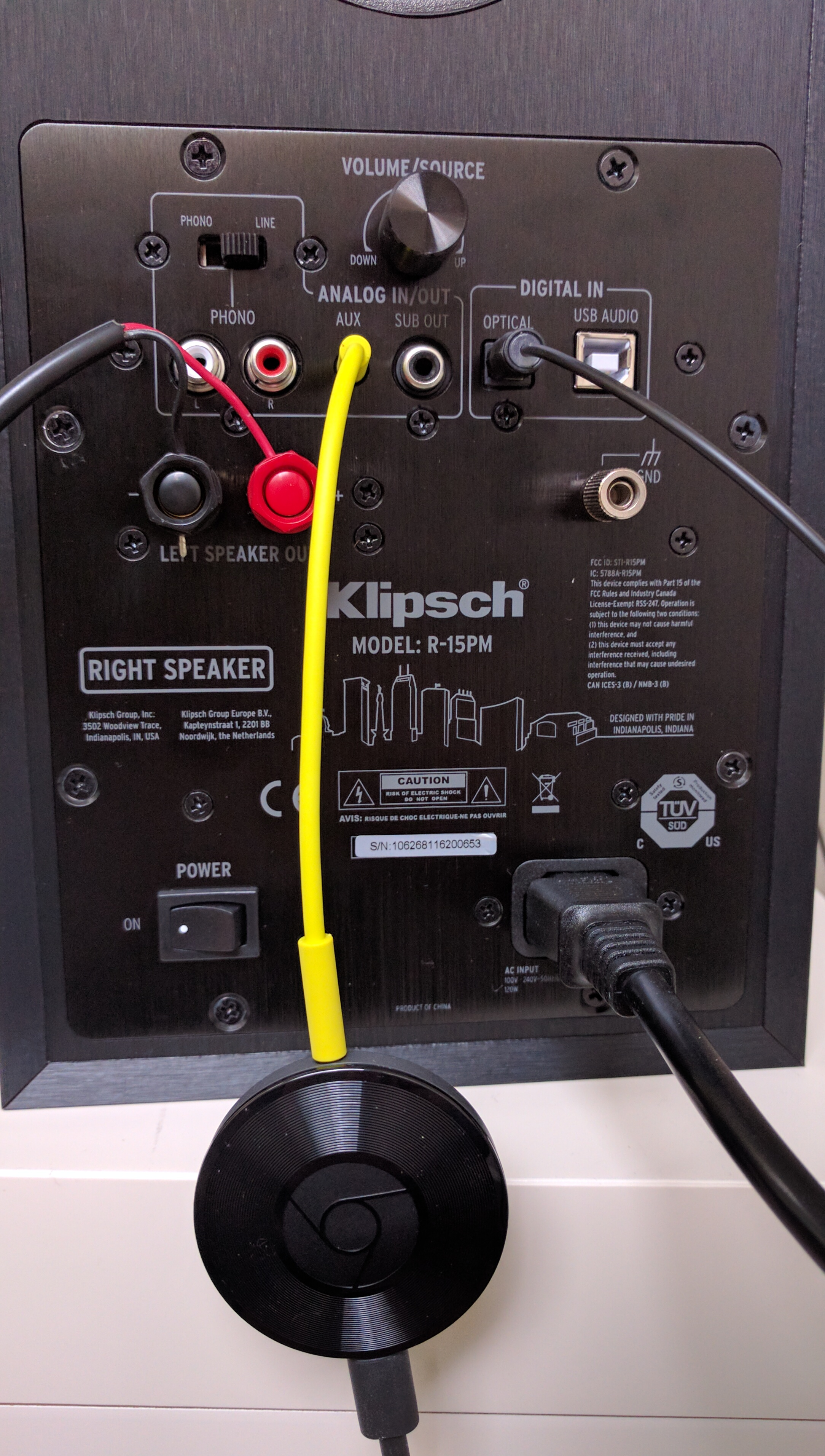
Chromecast Audio

### Chromecast Ultra
2016年11月6日に米国で販売開始。価格は69ドル。日本国内においては2016年11月22日に発売開始。価格は9,900円（消費税込）。4KとHDRに対応している。無線LANについては第2世代と同様。Ethernetコネクタ搭載のUSB電源アダプターを付属。

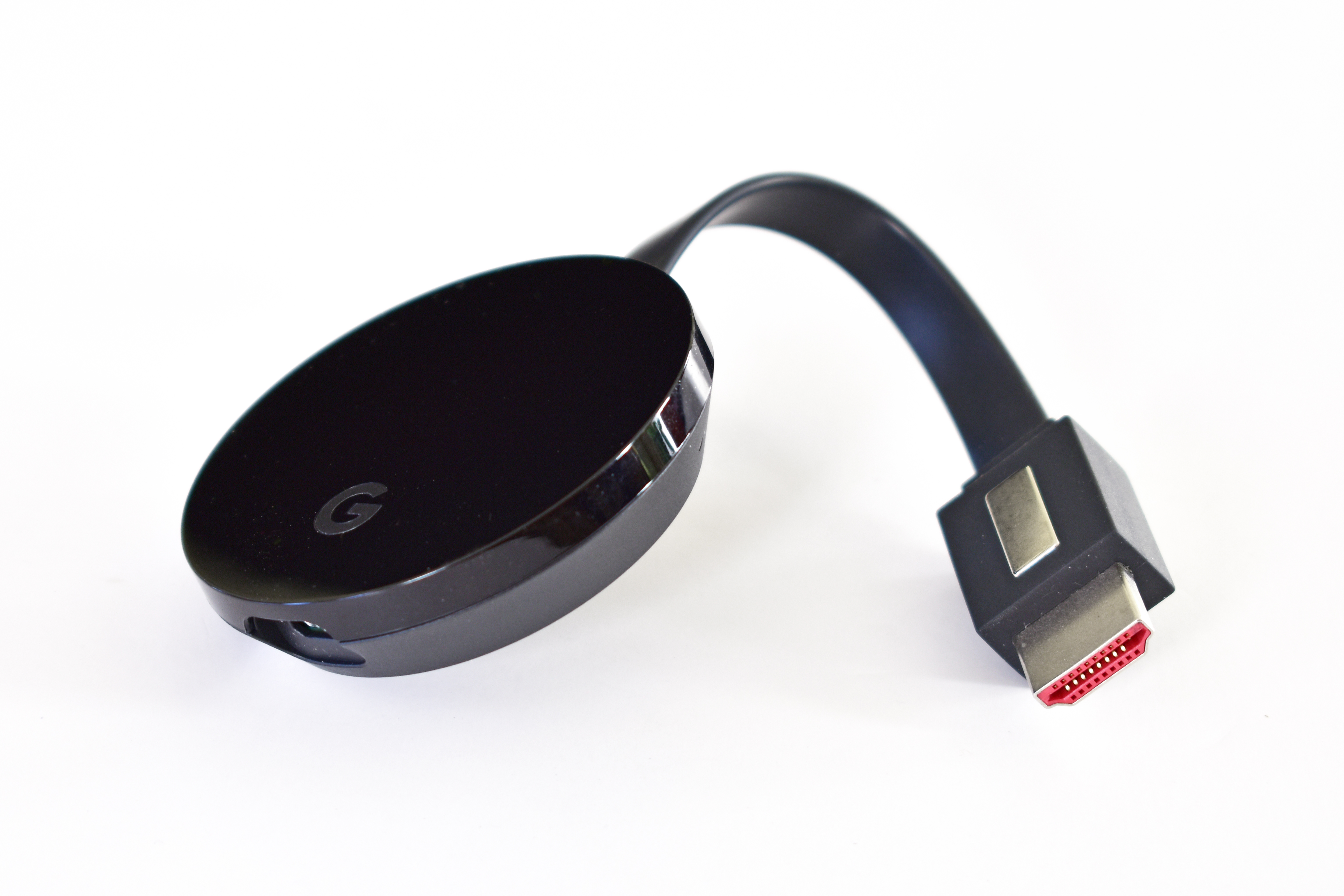
Chromecast Ultra

### 第3世代
2018年10月10日に発売された。価格は35ドル。Chromecast Ultraに近いデザインに変更。1080p/60fpsのビデオが再生可能となった。日本国内においては同日に発売開始。価格は5,072円（消費税込）。

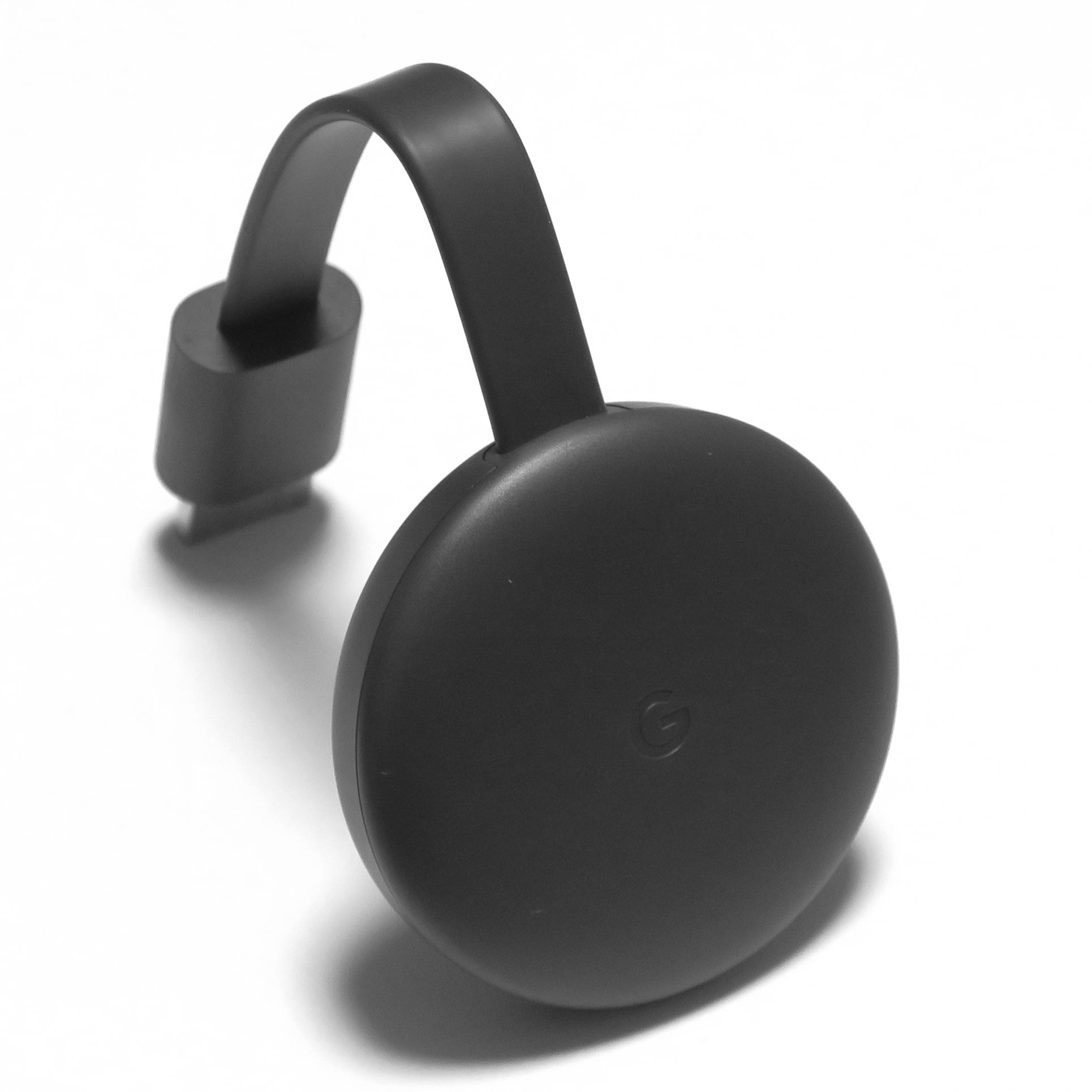
Chromecast （第3世代）

### Chromecast with Google TV
2020年9月30日（米国時間）に発表・発売。Chromecast Ultraと同じく4K/60p・HDRに対応。新たにAndroid TVを搭載し、Googleの検索を利用して、動画配信サービスで提供されている映画や番組、現在放送中のライブコンテンツをまとめて検索できる「Google TV」が搭載された。Google TV対応のアプリを追加でインストールする事もできる。YouTubeとNetflixのダイレクトボタンを搭載したBluetooth対応マイク内蔵リモコンが付属されている。今モデルの給電端子は従来の「USB A - MicroB」から「USB Type-C」に変更された。また新たにBluetoothに対応したことで、Bluetooth対応のゲームパッドやオーディオデバイスなどが接続可能となった。日本国内においては2020年11月25日に発売開始。価格はHD版が4,980円、4K版が7,600円（どちらも消費税込）。

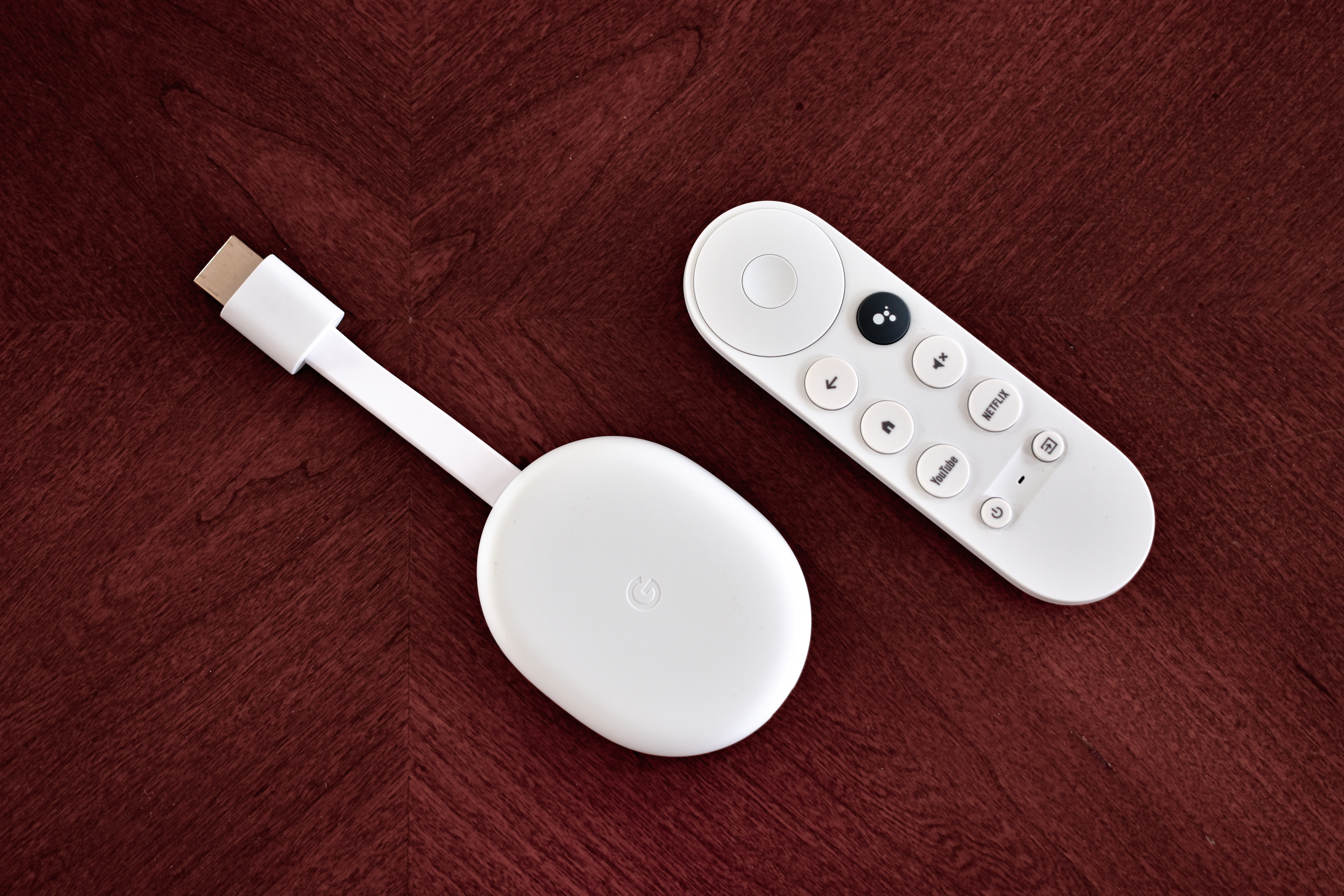
Chromecast with Google TV

## モデル比較
| 旧モデル | 現在のモデル |

| モデル          | Chromecast (第1世代)                                        | Chromecast (第2世代)                                              | Chromecast Audio                                                                                                  | Chromecast Ultra                                                                                       | Chromecast (第3世代)                                             | Chromecast with Google TV                                                                                              |
| --------------- | ----------------------------------------------------------- | ----------------------------------------------------------------- | --- | --- | ---------------------------------------------------------------- | --- |
| 発売日          | 2013年7月24日                                               | 2015年9月29日                                                     | 2015年9月29日 | 2016年11月6日                                                                                          | 2018年10月10日                                                   | 2020年9月30日 |
| 販売終了        | 2015年9月29日                                               | 2018年10月10日                                                    | 2019年1月12日 | 2020年9月30日                                                                                          | —                                                                | — |
| 価格 （米ドル） | US$35                                                       | US$35                                                             | US$35 | US$69                                                                                                  | US$35                                                            | US$49.99 |
| 価格 (日本円)   | 4,410円                                                     | 4,980円                                                           | 4,980円 | 9,900円                                                                                                | 5,072円                                                          | 7,600円 |
| SoC             | Marvell Armada 1500 Mini 88DE3005-A1 1.2GHz 1コア           | Marvell Armada 1500 Mini Plus 88DE3006 1.2GHz 2コア ARM Cortex-A7 | Marvell Armada 1500 Mini Plus 88DE3006 1.2GHz 2コア ARM Cortex-A7                                                 | Marvell Armada 1500 Mini Plus 88DE3009 1.2GHz 2コア ARM Cortex-A53                                     |                                                                  | Amlogic S905D3 1.9GHz 4コア Mali-G31 MP2 GPU                                                                           |
| RAM             | 512 MB RAM DDR3L                                            | 512 MB RAM DDR3L                                                  | 256 MB RAM DDR3L                                                                                                  | 1 GB RAM DDR3L                                                                                         |                                                                  | 2 GB RAM |
| ストレージ      | 2 GB                                                        | 256 MB                                                            | 256 MB | |                                                                  | 8 GB |
| 映像出力        | 1080p                                                       | 1080p @ 30fps または 720p @ 60fps                                 | N/A | - 4K Ultra HD - HDR (HDR10, Dolby Vision)                                                              | 1080p @ 60fps                                                    | - 4K Ultra HD @ 60fps - HDR (HDR10, HDR10+, Dolby Vision)                                                              |
| Audio DAC       | N/A                                                         | N/A                                                               | AKM AK4430 192 kHz 24-Bit DAC                                                                                     | N/A | N/A                                                              | N/A |
| 接続            | - HDMI - Wi-Fi (802.11 b/g/n @ 2.4 GHz) - USB電源アダプター | - HDMI - Wi-Fi (802.11 b/g/n/ac @ 2.4/5 GHz) - USB電源アダプター  | - 3.5ミリオーディオジャック・光デジタル音声出力兼用端子 - Wi-Fi (802.11 b/g/n/ac @ 2.4/5 GHz) - USB電源アダプター | - HDMI - Wi-Fi (802.11 b/g/n/ac @ 2.4/5 GHz) - イーサネット（USB電源アダプターにイーサネット端子搭載） | - HDMI - Wi-Fi (802.11 b/g/n/ac @ 2.4/5 GHz) - USB電源アダプター | - HDMI - Wi-Fi (802.11 b/g/n/ac @ 2.4/5 GHz) - Bluetooth 4.2 - イーサネット（USB電源アダプターにイーサネット端子搭載） |
| 電源            | マイクロUSB                                                 | マイクロUSB                                                       | マイクロUSB | マイクロUSB                                                                                            | マイクロUSB                                                      | USB-C |
| 寸法            | 72mm × 35mm × 12mm                                          | 51.9mm × 51.9mm × 13.49mm                                         | 51.9mm × 51.9mm × 13.49mm                                                                                         | 58.2 mm × 58.2 mm × 13.70 mm                                                                           | 51.81 mm × 51.81 mm × 13.8 mm                                    | 162 mm × 61 mm × 12.5 mm                                                                                               |
| 重量            | 34 g (1.20 oz)                                              | 39.1 g (1.38 oz)                                                  | 30.7 g (1.08 oz)                                                                                                  | 47 g (1.66 oz)                                                                                         | 40 g (1.4 oz)                                                    | 56.7 g (2.00 oz) |
| 型番            | H2G2-42                                                     | NC2-6A5                                                           | RUX-J42 | GA3A00403A14                                                                                           | GA00439                                                          | GA01919 |